# Janitzio
Janitzio es una de las islas del lago de Pátzcuaro, ubicado en el Estado de Michoacán, México. Es la más importante de las cinco islas, seguido de Yunuen, del lago de Pátzcuaro.

## Toponimia
Su nombre original purépecha es Janitsïo o lugar de unos cuantos o lugar de pocos.

## Historia
Janitzio es famosa por la gran cantidad de turismo que recibe, proveniente tanto de México como de todo el mundo. En lo alto de la isla, observable desde lo lejos, existe un monumento del héroe nacional José María Morelos y Pavón. Un monumento de 47.6 metros de alto (con su brazo derecho alzado y su puño cerrado).
La idea de construir una estatua monumental a José María Morelos y Pavón surgió del General Lázaro Cárdenas del Río siendo gobernador de Michoacán (1928-1932).
Este monumento contiene en su interior una colección de 56 pinturas que describen la biografía del héroe mexicano. 
La obra fue encomendada a Juan Tirado Valle nacido en la Ciudad de México. Cárdenas del Río encargó además pintar murales en el interior de la estatua al artista plástico Ramón Alva de la Canal (1892-1985) originario de la Ciudad de México, quien se llevó realizando la obra alrededor de 5 años.
Existe un mirador en la estructura en el puño del monumento donde se puede admirar todo los alrededores de la isla así como gran proporción del lago de Pátzcuaro.
La isla se puede visitar yendo en barca desde Pátzcuaro. El visitante puede disfrutar durante una corta travesía de la actuación que realizan los pescadores en sus barcas, como rememoración de la pesca que se hacía antiguamente. El despliegue de las artes de pesca (redes en forma de mariposa) en un momento determinado es un espectáculo muy bello.
El 1 de noviembre tiene lugar en la isla una ceremonia muy querida para sus habitantes. Durante la noche es costumbre llevar las ofrendas a los muertos, se hace una procesión iluminada con cirios y animada con cánticos religiosos. Toda la isla resplandece con luces y antorchas.

## Demografía
La Isla de Janitzio cuenta según datos del XIV Censo General de Población y Vivienda llevado a cabo por el Instituto Nacional de Estadística y Geografía (INEGI) con una población de 2352 habitantes de los cuales 1132 son hombres y 1220 son mujeres. Por su población es la 235° localidad más poblada de Michoacán. A pesar del pequeño tamaño de la isla cuenta con más habitantes que 9 cabeceras municipales del estado de Michoacán.

### Población de Janitzio 1900-2020[2]
| Gráfica de evolución demográfica de Janitzio entre 1900 y 2020                                    |
|                                                                                                   |
| Población de los censos del Instituto Nacional de Estadística y Geografía (INEGI) de 1900 a 2020. |

## Turismo
Alrededor del lago existen unos cuantos pueblos purépechas:
- Tzintzuntzan. Está en la orilla oeste, a unos 15 km desde Pátzcuaro. Es la antigua capital tarasca. Tiene 5 yacata o templos. Antiguamente pescaban con redes de mariposa. En el siglo XX capturaban los peces con cheremuka, una red izada verticalmente. Aquí hay un mercado de objetos de paja y cerámica de color verde y negro.
- Escalante, con metalurgia del cobre.
- Erongarícuaro, lugar tranquilo y pintoresco con poco turismo. Tiene una bonita plaza porticada.
- Uruapan. A 30 km de aquí está el volcán Paricutín que inició de nuevo su actividad en 1943, engullendo unos cuantos pueblos. Toda la ciudad parece un jardín. En los alrededores, a unos 10 km se puede visitar el parque de Cupatitzio y la cascada de Tzararacua.

|  |  |  |  |